# 高井田山古墳
高井田山古墳（たかいだやまこふん）は、大阪府柏原市安堂町にある古墳。形状は円墳。国の史跡に指定され（史跡「高井田横穴」のうち）、出土品は柏原市指定有形文化財に指定されている。高井田横穴墓群の史跡整備に伴い発掘調査が実施され、古墳時代中期の古墳であることが判明した。近畿地方で初期の段階に属する横穴式石室の遺構が検出され、銅製の熨斗（うっと）、銅鏡、ガラス玉、甲冑、武器、須恵器など様々な遺物が出土している。

## 概要

### 発掘調査の経緯
高井田山古墳は、1974年（昭和49年）の分布調査によって古墳時代後期の代表的な群集墳である平尾山古墳群の高井田支群第2支群56号墳（円墳）として確認され、遺跡分布地図に記入されていた。この古墳と隣接する国の史跡「高井田横穴墓群」（平尾山古墳群に近接し、時期的にも並行するので平尾山古墳群に含める考えもある）が所在する地区付近を区画整理し開発する計画があり、同横穴墓群の隣接地が開発された場合、水脈や植生の変化により横穴墓の風化を助長させることも懸念されたため、横穴墓群の史跡保存区域を3000平方メートル広げることとなった。そして、この区域に、平尾山古墳群高井田支群第2支群56号墳も含まれることとなった。この古墳を横穴墓群とともに史跡公園の一部として整備、保存するために1990年（平成2年）に柏原市教育委員会によって発掘調査されることとなり、古墳の全貌が明らかにされることになった。

### 墳丘
墳丘の北側は宅地として造成され崖となっており、西側は道路を設けた際に削られ、急斜面になっている。南側と西側は人為的な改変を被っていないが発掘箇所のほとんどでは表土下数十センチで地山となっており、盛土の大半が流失しており、前方後円墳の可能性もあるが一応、直径22メートルの円墳と推定された。石室内の土砂からは円筒埴輪や朝顔形埴輪さらに蓋形埴輪が合わせて9個体分出土しているが、後述する横穴式石室の上部が盗掘などにより崩落した時に墳頂部から転落したものと考えられる。

### 横穴式石室

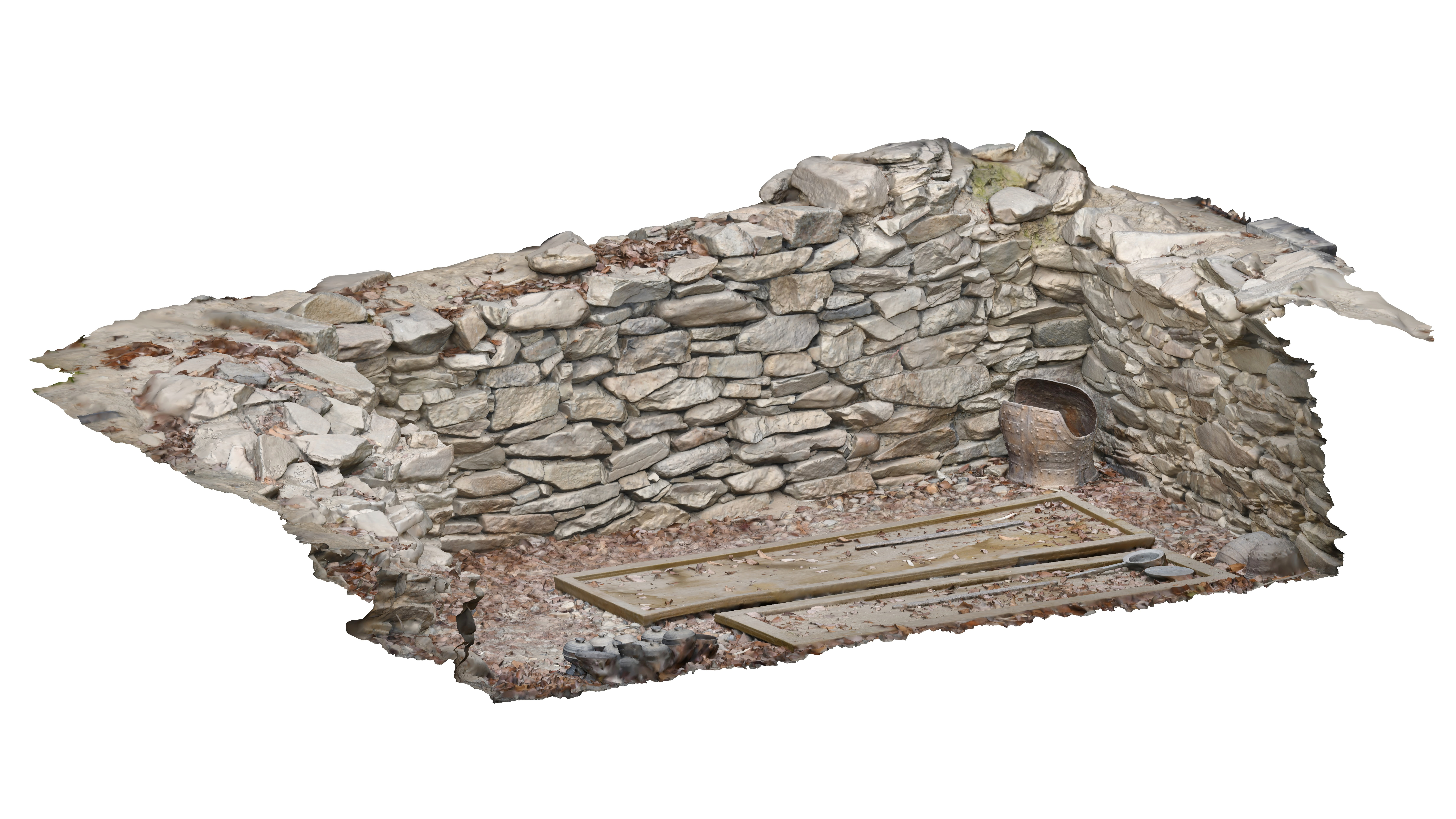
石室俯瞰図

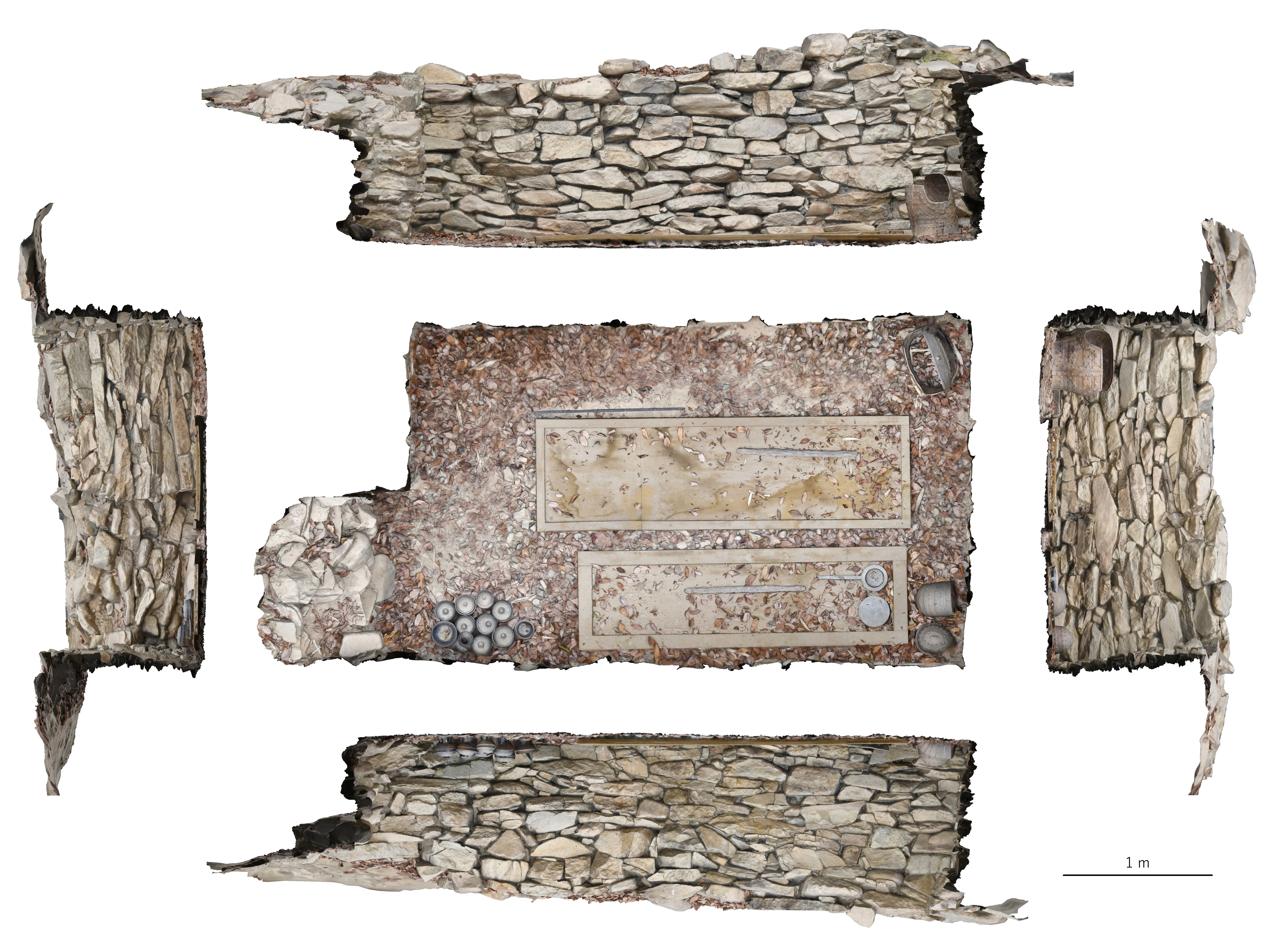
石室展開図

墳丘頂部で多数の石材が検出され、石室の存在が確認された。石室は地山を平坦に整形して掘り込まれた東西8メートル、南北9メートル前後の楕円形の墓坑上に構築された横穴式石室である。石室の上部は破壊崩落しており、玄室内に多数の石材が転落していた。石室の構造は扁平な板石を積み上げて築かれた片袖式横穴式石室である。玄室の規模は、長さ3.73メートル、幅は奥壁で2.34メートル、玄門部で2.26メートル、やや奥に開く長方形平面を呈する。羨道部は閉塞石をそのまま保存したため正確なところは不明であるが、長さ2.0メートル、幅は玄門部で1.18メートルを測る。玄室の高さは奥壁の残存部で約1.3メートルを測る。構造的には近畿地方の横穴式石室の最古の時期に属する藤の森古墳との類似点や朝鮮半島百済の初期横穴式石室の影響も指摘されている。白石太一郎のように当古墳の横穴式石室を畿内型横穴式石室の最古型式とする考えもある。また一瀬和雄のように出土須恵器の編年から見て藤の森古墳の石室より1段階降るとしながらも、玄室が藤の森古墳より幅広のプランの高井田山古墳の石室が後の近畿地方の大型横穴式石室の系譜の初現ではないかという指摘もある。

### 出土遺物
石室内は盗掘により、かなり攪乱されていたが木棺に使用されたと考えられる鉄製の鎹（かすがい）の分布状況、副葬品の配置などから2つの木棺が置かれていたことが推定された。玄室の中央に置かれた棺の位置からは純金製耳環1個、鉄刀1口が検出されている。玄室東側壁に沿って置かれたもう1つの棺は棺材にコウヤマキを使用しており、棺に伴う遺物として、神人龍虎画像鏡1面（中国鏡　直径20.6センチ）、熨斗1口、純金製耳環2個、鉄刀1口、刀子2口、ガラス玉が5群に分かれて検出されている。2つの棺の周囲の石室内からは槍と判断される鉄製品が破片も含めて7点、矛が9点、槍または矛の附属金具である石突18点以上、鉄鏃多数、横矧板鋲留衝角付冑、頸甲、肩甲、小札、馬具である鐙の破片、鉸具、鎌、釶、刀子、金銅片、須恵器多数、土師器などが出土している。熨斗は近年までアイロンとして利用されていた火熨斗（ひのし）の形をした銅製品で中国では漢代以降、朝鮮半島では5世紀以降の墳墓からしばしば出土するものであるが、日本国内の古墳からは新沢千塚古墳群の126号墳など4例しか出土していないものである。朝鮮半島百済の武寧王の陵墓からは当古墳出土品と最も良く似た熨斗が出土している。また、木棺から出土したガラス玉の内1個は金装ガラス（直径12ミリ）で心材のガラス管と外側のガラス管の間に金箔が挟まれている。日本の古墳では、やはり新沢126号墳を始め5例しか出土例がない。また上記の武寧王陵からは同種のものが大量に出土している。出土品は2008年（平成20年）に一括して柏原市指定有形文化財に指定されている。

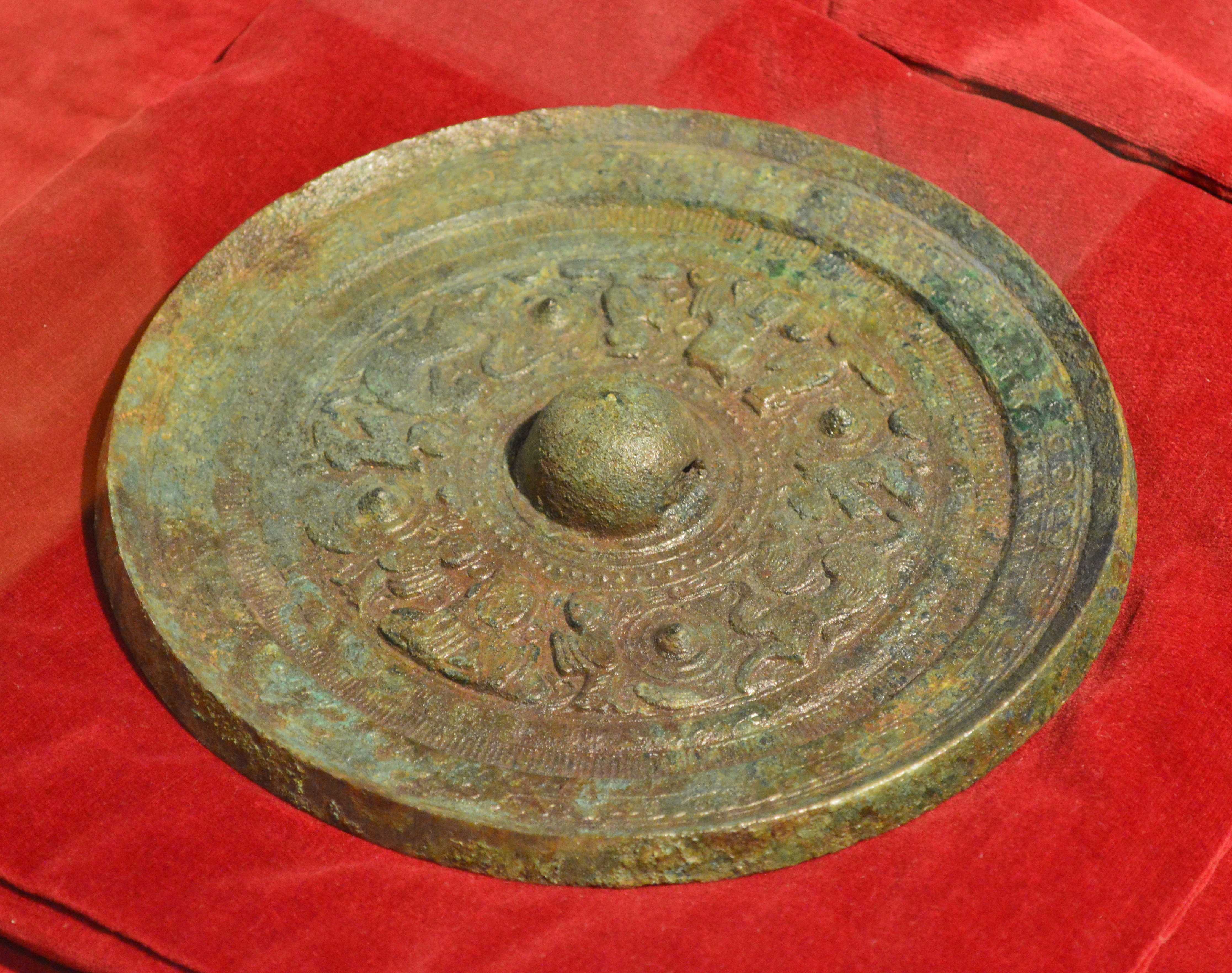
神人龍虎画像鏡 柏原市立歴史資料館展示（他画像も同様）。
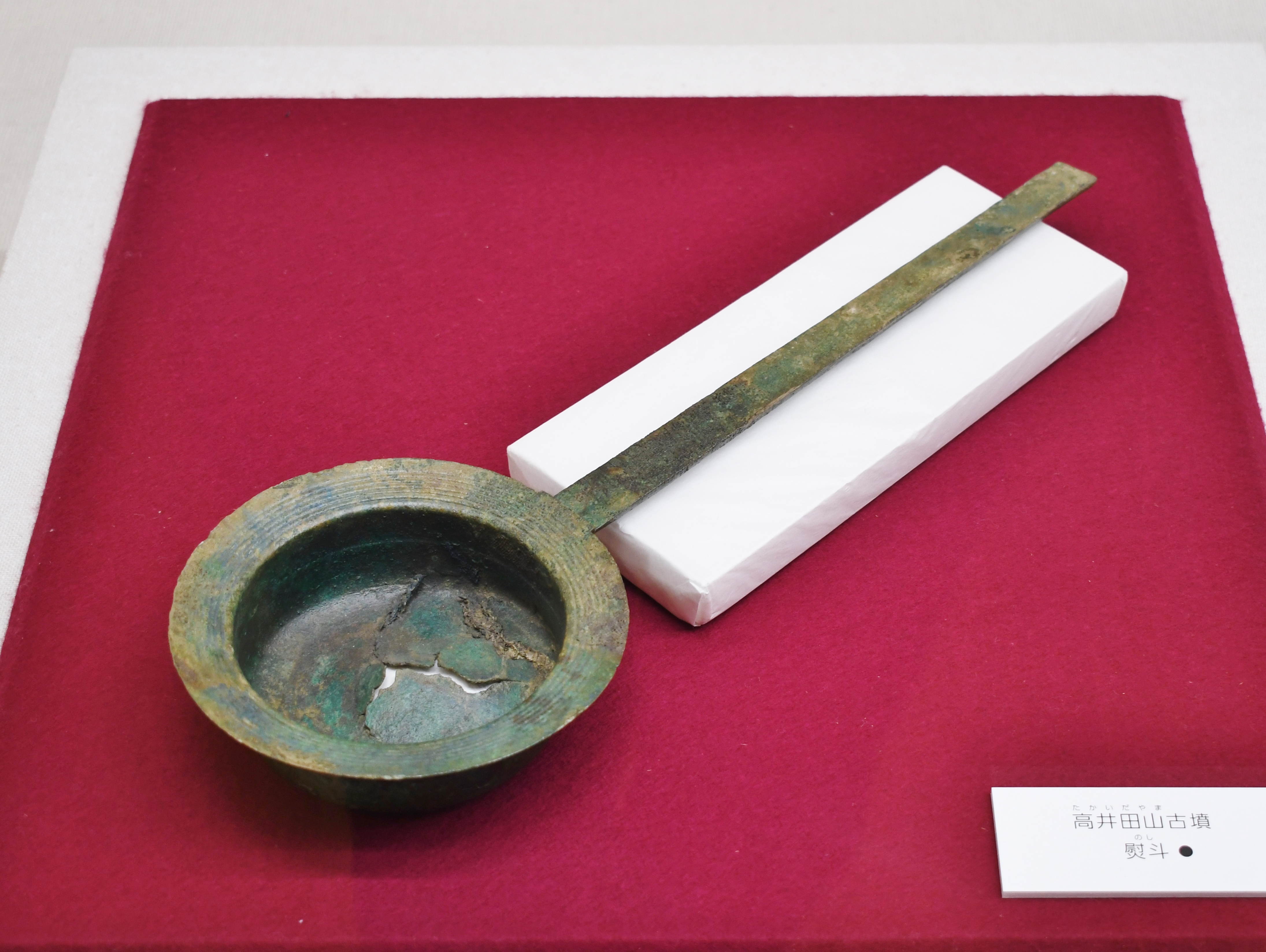
熨斗 大阪府立近つ飛鳥博物館特別展示時に撮影。
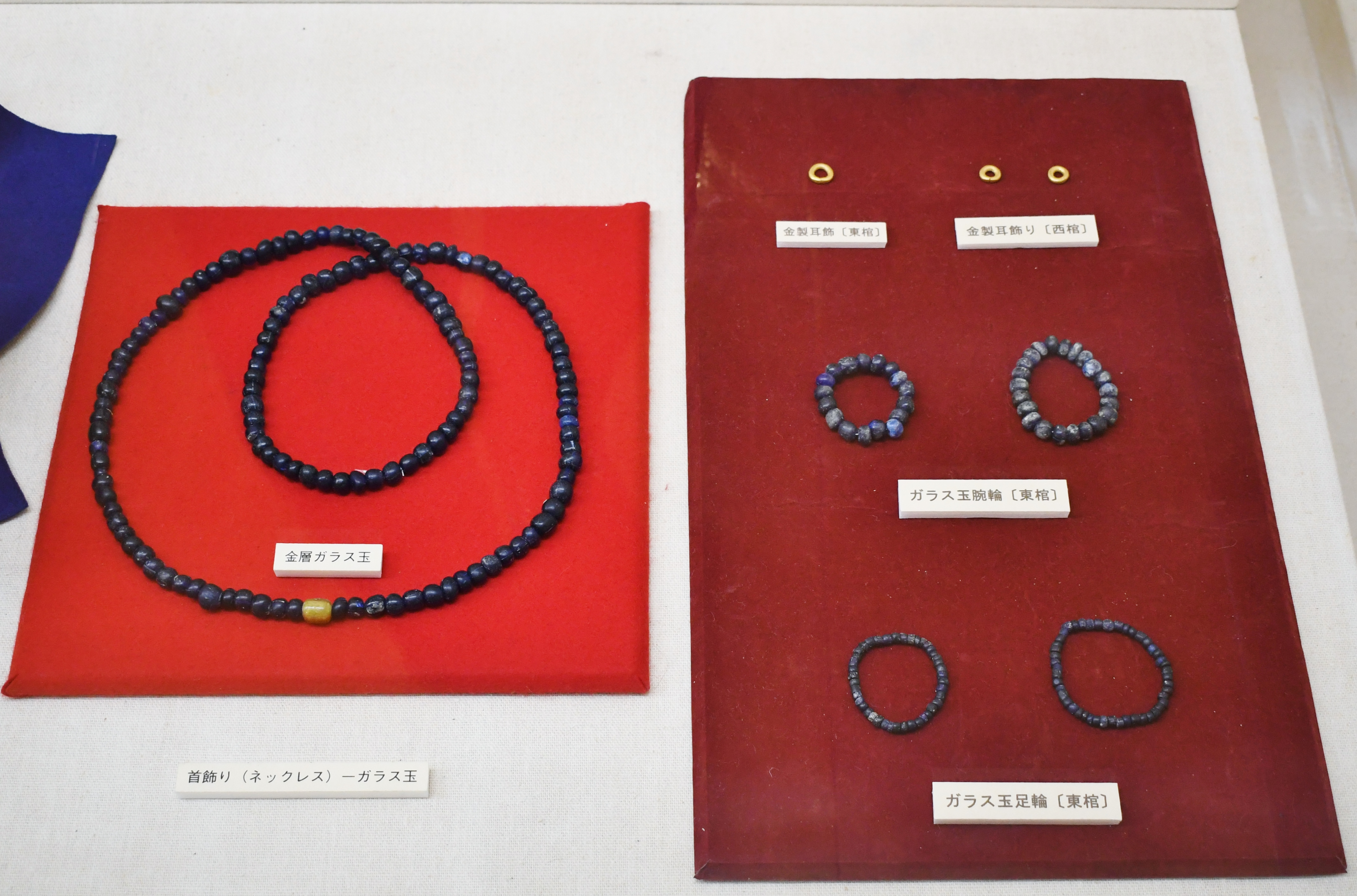
装身具類
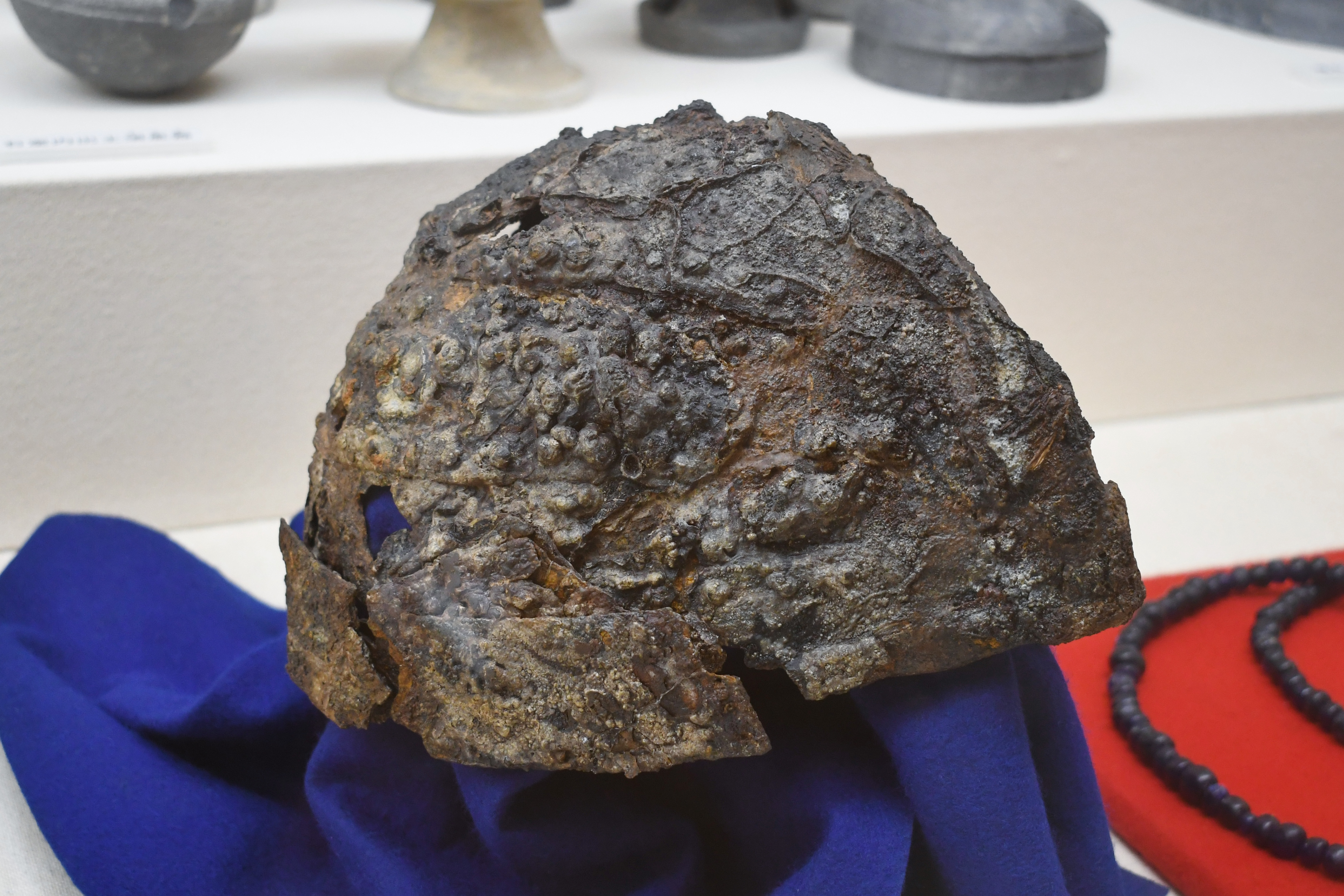
横矧板鋲留衝角付冑
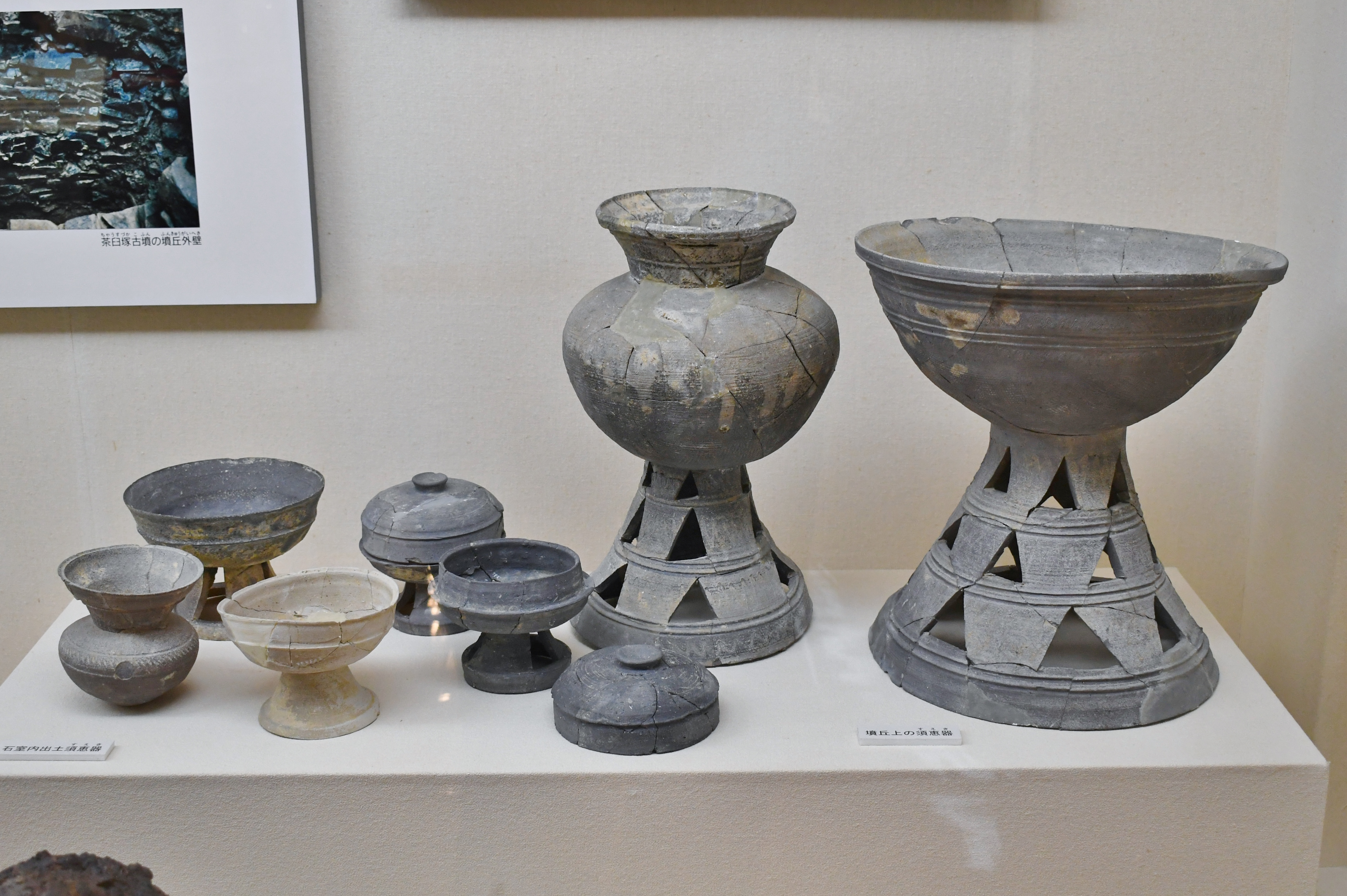
須恵器

### 築造年代
古墳時代中期以降の古墳の築造年代を推定するため最も手がかりとしやすい須恵器は壺、器台、脚付壺、有蓋高坏、無蓋高坏、ハソウなどが出土している。これらの須恵器の型式は田辺昭三による陶邑窯出土須恵器の編年（陶邑編年）のTK23型式からTK47型式に位置付けられるもので、西暦480-490年頃が考えられるという。平尾山古墳群や高井田横穴墓群より半世紀近くも先行する時期の古墳であることが明らかとなった。

### 被葬者像
当古墳の被葬者としては横穴式石室の構造、規模が韓国宋山里古墳群など百済の王族クラスの古墳の石室に類似し、出土遺物にも熨斗のように共通点があることから百済からの技術工人らと共に渡来した集団の長で、王族に匹敵する人物を想定する説もある。具体的な被葬者としては、特に昆支王の墓に比定する説がある。

## 文化財

### 柏原市指定文化財
- 有形文化財
  - 高井田山古墳出土品（考古資料） - 明細は以下。柏原市立歴史資料館保管。2008年（平成20年）3月21日指定[4]。

- 神人龍虎画像鏡 1点
- 熨斗 1点
- 耳環 3点
- ガラス玉 322点
- 鉄刀 8点
- 槍 7点
- 矛 9点
- 石突 20点
- 鉄鏃 456点
- 横矧板鋲留衝角付冑 1点
- 頸甲 一式（3点）
- 肩甲 一式（4点）
- 横矧板鋲留短甲 一式（18点）
- 小札 383点
- 馬具 一式（25点）
- 鎌 1点
- 鉇 1点
- 刀子 6点
- 布付鉄片 1点
- 不明金属片 1点
- 鉄釘 58点
- 鎹 43点
- 須恵器 23点
- 土師器 2点
- 埴輪 26点
- 木心布巻製品 2点
- 漆膜 一式
- 繊維 一式（21点）
- 石鏃 1点